# Chorvatská liga ledního hokeje 1992/1993
Chorvatská liga ledního hokeje 1992/1993 byla druhou sezónou Chorvatské hokejové ligy v Chorvatsku, které se zúčastnily celkem 4 týmy. Ze soutěže se nesestupovalo.

## Systém soutěže
V základní části každé družstvo odehrálo 15 zápasů. Tým, který se umístil na prvním a druhém místě postoupil přímo do finále playoff, které se hrálo na tři vítězné zápasy. Týmy, umístěné na třetím a čtvrtém místě odehrály souboj o třetí místo, které se hrálo na tři vítězné zápasy.

## Základní část
| Vysvětlivka           |
| --------------------- |
| Postupující do finále |
| O třetí místo         |

| Poř. | Tým                | Z  | V  | R | P  | VG  | OG  | B  |
| ---- | ------------------ | -- | -- | - | -- | --- | --- | -- |
| 1.   | KHL Zagreb         | 15 | 14 | 1 | 0  | 164 | 21  | 29 |
| 2.   | KHL Mladost Zagreb | 15 | 8  | 3 | 4  | 84  | 57  | 19 |
| 3.   | KHL Medveščak      | 15 | 4  | 2 | 9  | 70  | 99  | 10 |
| 4.   | HK INA Sisak       | 15 | 1  | 0 | 14 | 24  | 165 | 2  |

## Playoff

### O třetí místo
- KHL Medveščak – HK INA Sisak 3:0 (15:3,8:5,15:2)

### Finále
- KHL Zagreb – KHL Mladost Zagreb 3:0 (8:0,9:1,12:0)